# Skeleton ai III Giochi olimpici giovanili invernali - Singolo maschile
Nello skeleton ai III Giochi olimpici giovanili invernali la gara del singolo maschile si è disputata il 20 gennaio nella località di Sankt Moritz, in Svizzera, sulla pista Olympia Bobrun St. Moritz–Celerina.
Hanno preso parte alla competizione 20 atleti in rappresentanza di 14 differenti nazioni. La medaglia d'oro è stata conquistata dal tedesco Lukas David Nydegger, davanti al lettone Elvis Veinbergs, medaglia d'argento, e allo svizzero Livio Summermatter, bronzo.

## Classifica di gara
| Pos. | Atleta                               | Nazione       | 1ª manche | 2ª manche | Totale  | Distacco |
| ---- | ------------------------------------ | ------------- | --------- | --------- | ------- | -------- |
|      | Lukas David Nydegger                 | Germania      | 1'08"59   | 1'08"41   | 2'17"00 | —        |
|      | Elvis Veinbergs                      | Lettonia      | 1'09"33   | 1'09"09   | 2'18"42 | +1"42    |
|      | Livio Summermatter                   | Svizzera      | 1'09"90   | 1'09"63   | 2'19"53 | +2"53    |
| 4    | Sandro Mai                           | Austria       | 1'10"41   | 1'09"45   | 2'19"86 | +2"86    |
| 5    | Takanobu Usui                        | Giappone      | 1'10"29   | 1'09"67   | 2'19"96 | +2"96    |
| 6    | Dmitrij Grevcev                      | Russia        | 1'10"27   | 1'10"25   | 2'20"52 | +3"52    |
| 7    | Lee Seo-hyuk                         | Corea del Sud | 1'10"37   | 1'10"68   | 2'21"05 | +4"05    |
| 8    | Timm Beiwinkler                      | Germania      | 1'10"73   | 1'10"40   | 2'21"13 | +4"13    |
| 9    | Rasmus Johansen                      | Danimarca     | 1'10"57   | 1'10"95   | 2'21"52 | +4"52    |
| 10   | Colin Freeling                       | Belgio        | 1'11"06   | 1'10"49   | 2'21"55 | +4"55    |
| 11   | Christian Jünemann                   | Austria       | 1'10"75   | 1'10"81   | 2'21"56 | +4"56    |
| 12   | Lars Rumo                            | Svizzera      | 1'11"01   | 1'10"81   | 2'21"82 | +4"82    |
| 13   | Dmitrij Kniš                         | Russia        | 1'11"72   | 1'11"05   | 2'22"77 | +5"77    |
| 14   | Ryan Kuehn                           | Canada        | 1'11"55   | 1'11"65   | 2'23"20 | +6"20    |
| 14   | Timon Drahonovsky                    | Rep. Ceca     | 1'11"47   | 1'11"73   | 2'23"20 | +6"20    |
| 16   | James McGuire                        | Stati Uniti   | 1'12"40   | 1'10"91   | 2'23"31 | +6"31    |
| 17   | Yang Po-wei                          | Taipei cinese | 1'13"58   | 1'12"79   | 2'26"37 | +9"37    |
| 18   | Teddy Fitzsimons                     | Stati Uniti   | 1'14"32   | 1'13"75   | 2'28"07 | +11"07   |
| 19   | Taido Nagao                          | Giappone      | 1'13"13   | 1'17"35   | 2'30"48 | +13"48   |
| 20   | Lucas Oliveira Rodrigues de Carvalho | Brasile       | 1'21"62   | 1'24"89   | 2'46"51 | +29"51   |

Data: Lunedì 20 gennaio 2020

Ora locale 1ª manche: 14:00

Ora locale 2ª manche: 15:15

Pista: Olympia Bobrun St. Moritz–Celerina

Legenda:
- DNS = non partito (did not start)
- DNF = prova non completata (did not finish)
- DSQ = squalificata (disqualified)
- Pos. = posizione
- in grassetto: miglior tempo di manche